# La Cal
La Cal är en ort i Mexiko.   Den ligger i kommunen Salamanca och delstaten Guanajuato, i den centrala delen av landet, 250 km nordväst om huvudstaden Mexico City. La Cal ligger 1 716 meter över havet och antalet invånare är 361.
Terrängen runt La Cal är huvudsakligen platt, men söderut är den kuperad. Runt La Cal är det ganska tätbefolkat, med 185 invånare per kvadratkilometer. Närmaste större samhälle är Salamanca, 6,1 km nordost om La Cal. Trakten runt La Cal består till största delen av jordbruksmark.